# 弗格森 (密蘇里州)
弗格森是美國密蘇里州聖路易斯縣的一個城市，2010年美國人口普查顯示當地有21,203人。這裡是艾默生電氣公司總部所在地。
威廉·B·弗格森（William B. Ferguson）於1855年將這裡的10英畝（4.0公頃）土地立契轉讓給沃什巴鐵路用來建立新的站台。在這個叫做弗格森站的站台的周邊逐漸發展出了聚居地。1894年設市。2014年8月9日，在此發生邁克爾·布朗命案，引起美國社會震動。

## 外部連結
- City of Ferguson （页面存档备份，存于）, official website
- Ferguson Citywalk downtown business district （页面存档备份，存于）
- Ferguson Twilight Run
- Ferguson Municipal Library （页面存档备份，存于）
- Ferguson Farmers' Market （页面存档备份，存于）